# Chandni Chowk
Chandni Chowk (em hindi: चांदनी चौक; em urdu: چاندنی چوک) é um dos mais antigos e mais movimentados mercados de  Velha Deli, na Índia. Situa-se perto da Estação de Velha Deli e do Forte Vermelho. Foi construído no século XVII pelo imperador mogol Shah Jahan e desenhado pela sua filha Jahanara Begum. Chandni Chowk pode traduzir-se como "Avenida do Luar", um nome que pode dever-se ao facto de originalmente ter um canal que refletia a luz da Lua.
Chandni Chowk designa também toda a área envolvente do mercado propriamente dito na área muralhada de Velha Deli, que vai desde a Porta de Lahore do Forte Vermelho até à Fatehpuri Masjid, ou seja à área a oeste do Forte Vermelho e a norte e a oeste da Jama Masjid. Originalmente, no centro da avenida principal corria um canal. Segundo outras fontes, havia vários canais que dividiam o mercado.

## História
A história do mercado remonta à fundação da capital Shahjahanabad, quando Shah Jahan construiu o Forte Vermelho na margem do rio Yamuna. Chandni Chowk foi desenhada pela princesa Jahanara Begum, a filha favorita de Shah Jahan, em 1650. Originalmente o bazar tinha 1 560 lojas, era quadrado e tinha um lago no centro, que refletia a luz da Lua. O bazar foi famoso pelos seus mercadores de prata.
O lago do centro foi substituído por uma torre com relógio, que por sua vez foi demolida na década de 1950. O centro do bairro continua a ser conhecido pelo nome da torre: Ghantaghar. Chandni Chowk foi o mais grandioso mercado indiano, onde passavam as procissões imperiais mogóis, uma tradição que teve continuidade no período colonial britânico com a realização do Delhi Durbar em 1903. Em 1863, os britânicos construíram no bairro a sede do governo municipal.
Originalmente, a designação de Chandni Chowk aplicava-se apenas à praça que tinha um lago. A secção que vai desde essa praça até Chowk Kotwali chamava-se originalmente Johri Bazar. As outras secções do grande bairro comercial eram o Urdu Bazaar e o Fatehpuri Bazar. O Urdu Bazaar era o mais próximo da residência imperial e ia desde a Porta de Lahore até Chowk Kotwali (perto da Gurdwara Sis Ganj). Alegadamente, Urdu Bazaar significa "mercado do acampamento" e a língua deve o seu nome a esse acampamento. Ghalib (1797–1869) menciona a destruição deste mercado durante os distúrbios durante e após a Rebelião Indiana de 1857. O Fatehpuri Bazar ia desde a praça do lago até à Fatehpuri Masjid.

## Edifícios e quarteirões

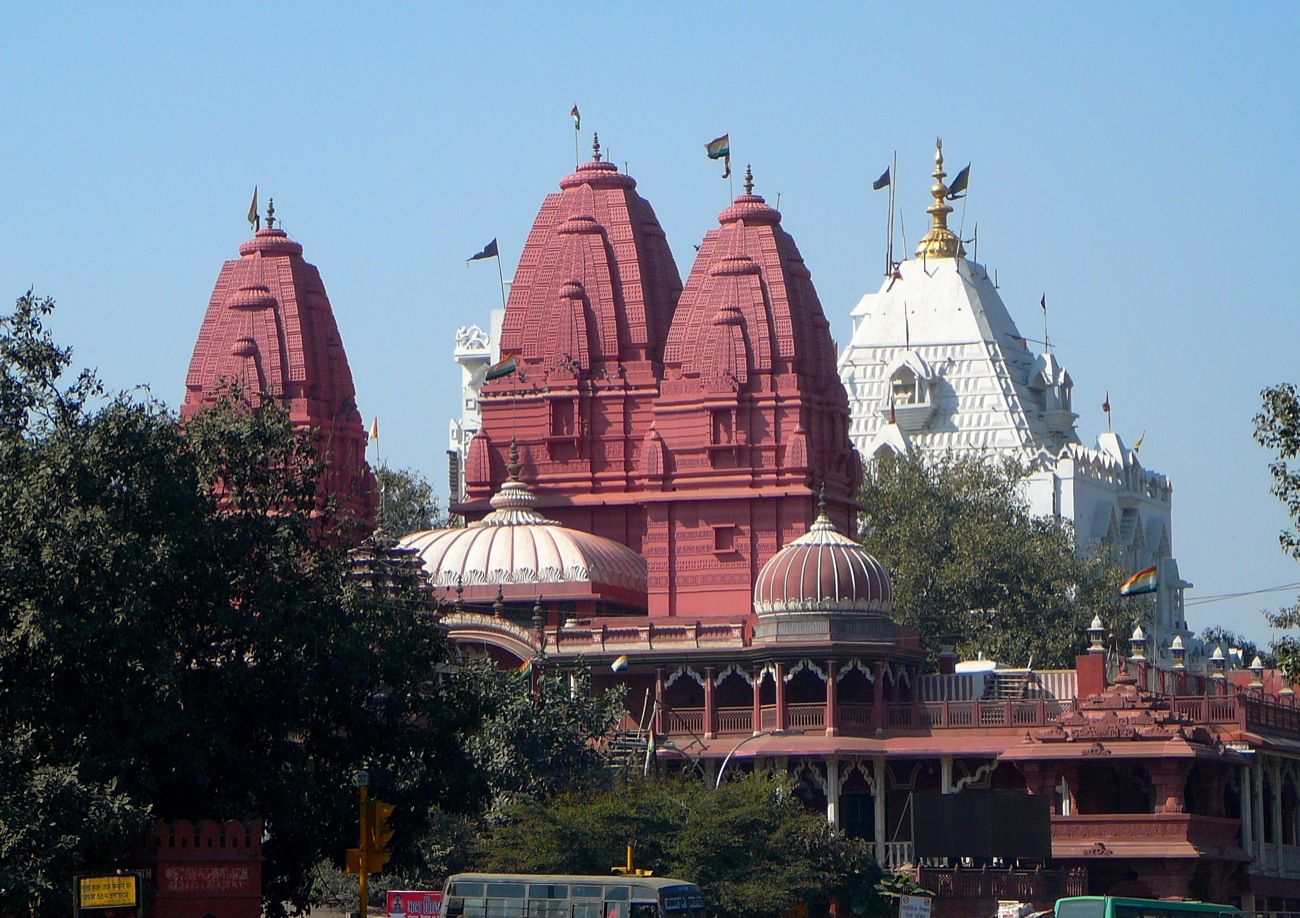
Digambara Mandir, vista do lado do Forte Vermelho

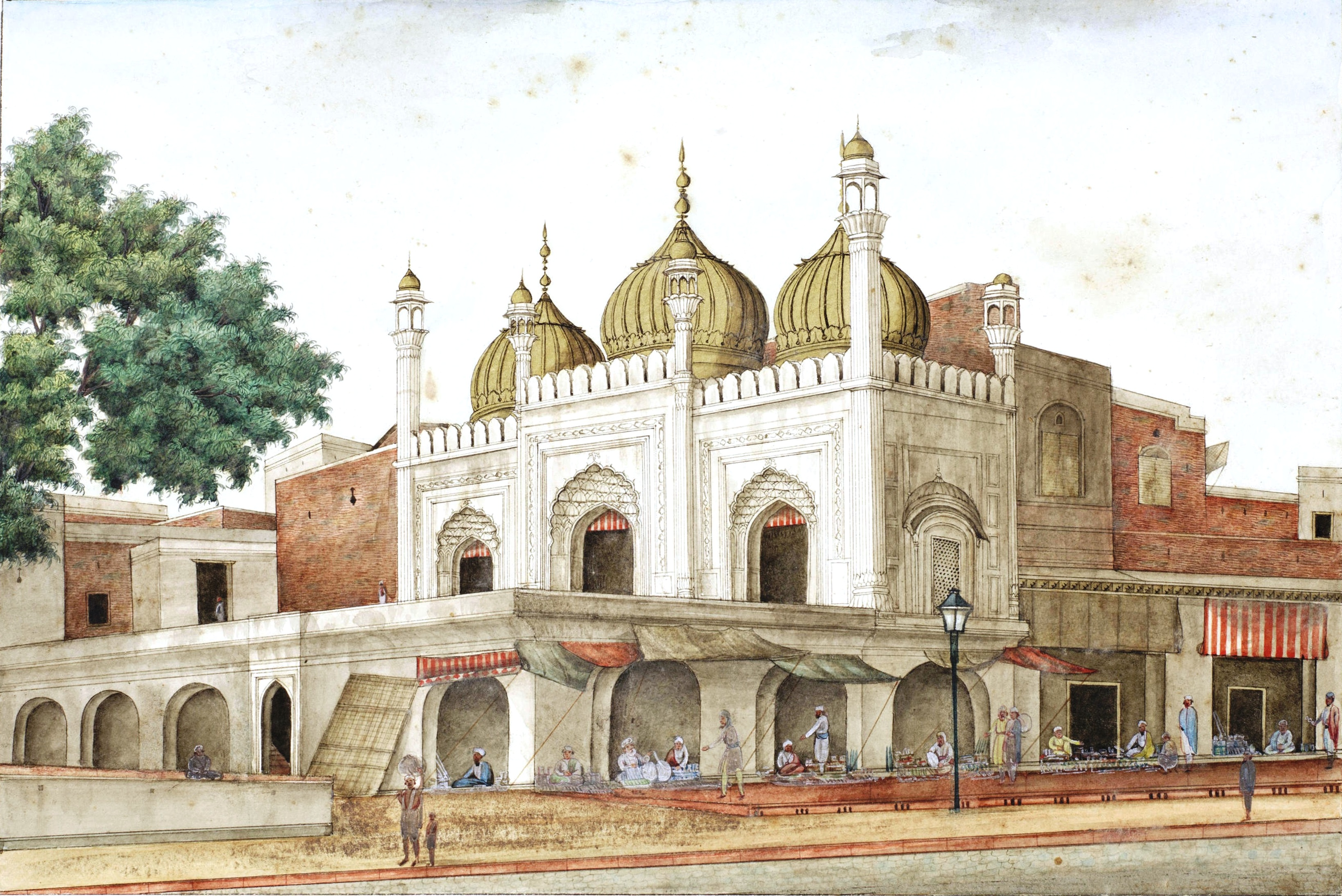
A Sunehri Masjid ("Mesquita Dourada") numa pintura da autoria de Ghulam Ali Khan

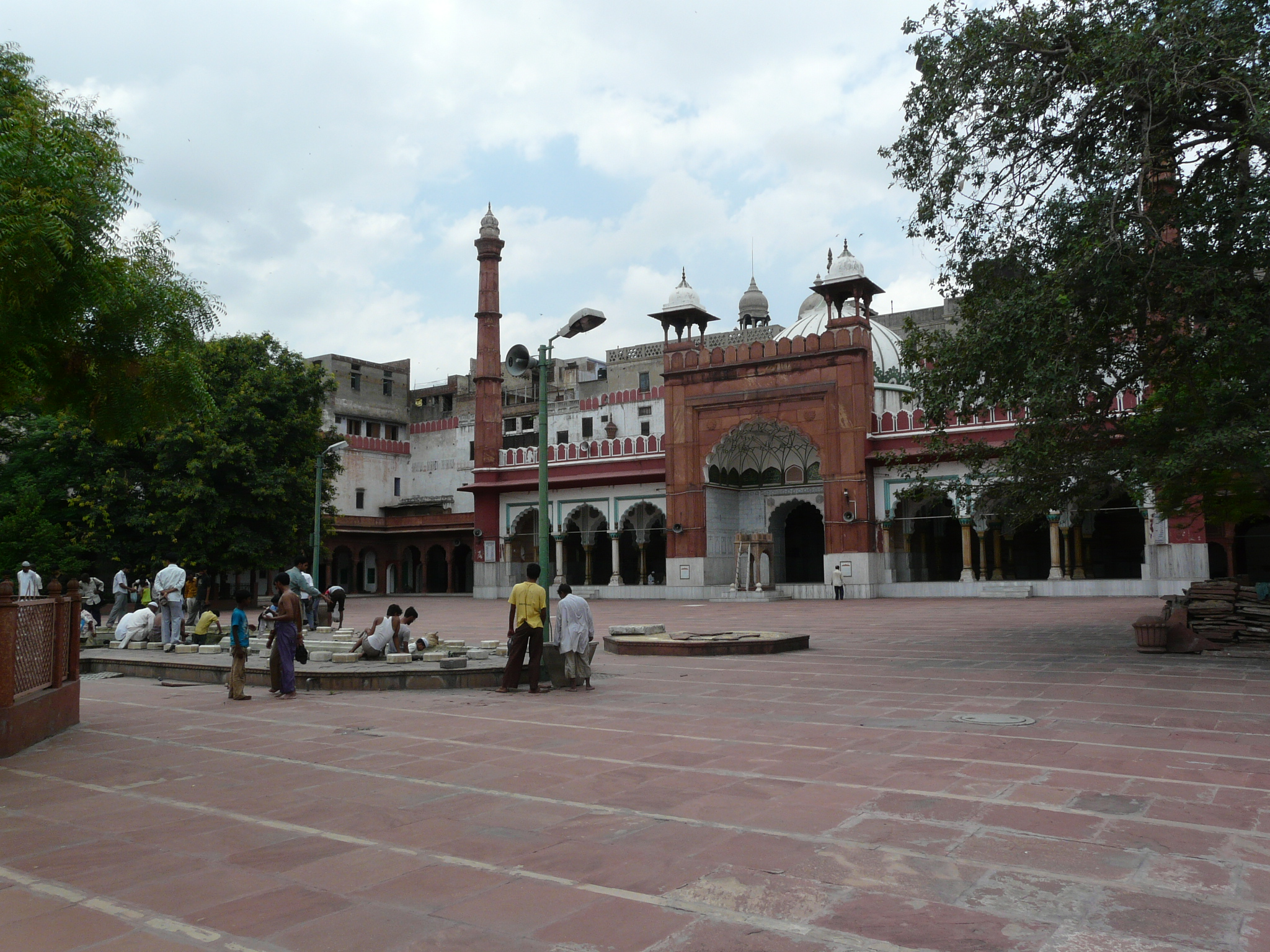
Fatehpuri Masjid

Os principais edifícios com importância histórica de Chandni Chowk são geralmente designados como havelis, kuchas e katras. Os havelis são mansões quase palacianas, com um grande pátio ou átrio interior rodeado por divisões espaçosas e normalmente com outro pátio exterior com muros em volta que rodeia o edifício. Um dos maiores havelis ainda preservado na área é o Chunnamal Haveli. As kuchas são quarteirões com casas cujos donos têm em comum um atributo, geralmente a sua ocupação. Os seus nomes traduzem esse atributo, como por exemplo o Maliwara, o quarteirão dos jardineiros, ou o Ballimaran, o kutcha dos remadores. Os katras designam quarteirões separados de comerciantes e artesãos do mesmo ofício ou tipo de negócio, que usualmente vivem e trabalham juntos, num sistema semelhante ao das habitações das guildas de Amesterdão.

### Edifícios religiosos
A mesquita mais famosa de Deli, a Jama Masjid situa-se praticamente em Chandni Chowk e nas suas vizinhanças há vários santuários pertencentes a várias religiões. Indo do Forte Vermelho para oeste destacam-se os seguintes templos:
- Digambara Mandir — É o templo jainista mais antigo de Deli. Foi construído em 1526[8]  e tem um hospital para aves.[9]
- Gauri Shankar Mandir — Templo hindu dedicado a Xiva, construído pelo general marata Appa Gangadhar em 1790 e completamente renovado em 1959. No entanto, é provável que no local já existisse um templo desde o século XII. Gauri e Shankar são nomes alternativos, respetivamente, da deusa Parvati e do seu consorte Xiva.[10][11][12]
- Shri Shiv Navgrah Mandir Dham — É um templo dedicado a Navagraha (os nove planetas da astrologia hindu).[13] Junto a ele situam-se os templos Shri Sankatmochan Hanuman Mandir e Shri Shakti Mandir.
- Igreja Batista Central — Igreja batista construída em 1814 pela Sociedade Missionária Batista,[14] é apontada como a igreja cristão mais antiga no norte da Índia.[15]
- Gurdwara Sis Ganj Sahib — Templo sique dedicado a Tegh Bahadur, o nono guru sique. Foi construída em 1783 no local onde aquele guru foi executado em 1675.[16][17]
- Sunehri Masjid — Mesquita construída em 1722 por um nobre mogol, Roshan-ud-Daulah, durante o reinado de Maomé Xá, foi restaurada em 1852 pelo último imperador mogol, Bahadur Xá Zafar. Deve o seu nome ("Mesquita Dourada"; sunehri significa "dourado" em urdu) às três cúpulas principais, cobertas de cobre dourado. Foi desta mesquita que o xá da Pérsia Nader Xá assistiu durante várias horas ao Katl-e-Aam (massacre de todas as pessoas que se encontrassem) por ele ordenada em 11 de março de 1739, que resultou em mais de 30 000 mortos.[18]
- Fatehpuri Masjid — Mesquita construída em 1650 por Fatehpuri Begum, uma da esposas do imperador Shah Jahan.[19][20]

### Havelis

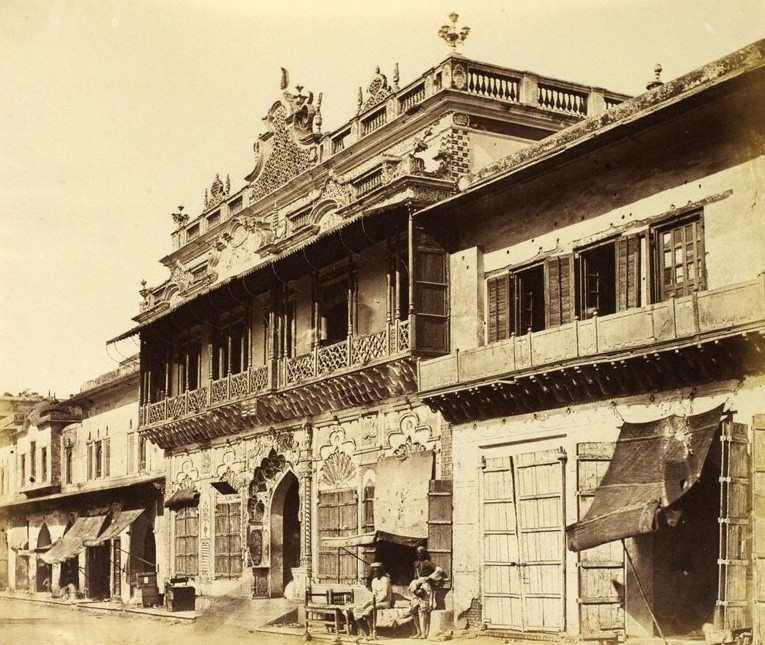
Um haveli de Chandni Chowk em 1858

- Palácio Bhagirath — construído por Begum Samru, a governante do principado de Sardhana que foi dançarina profissional na adolescência e juntou uma fortuna colossal.
- Mansões Naughara do Kinari Bazaar — construídas por jainistas no século XVIII.
- Khajanchi Haveli — Mansão dos khajanchi, os contabilistas de Shah Jahan, que deram o nome a uma rua, a Gali Khajanchi. O haveli está ligado ao Forte Vermelho por um longo túnel subterrâneo, construído para que o dinheiro pudesse ser transferido de forma segura.
- Haveli de Mirza Ghalib — onde viveu o proeminente poeta de língua persa e urdu do século XIX.
- Chunnamal haveli — situado em Katra Neel, pertenceu a Lala Chunnamal, um comerciante extremamente rico de meados do século XIX.
- Haveli de Zeenat Mahal — situado no Lal Kuan Bazar, era a residência de Zeenat Mahal, a esposa favorita do último imperador mogol, Bahadur Xá Zafar.
- Haksar Haveli — no Bazar Sitaram, foi onde se casou Jawaharlal Nehru em 1916.
- Haveli Naharwali — onde nasceu o ex-presidente do Paquistão, Pervez Musharraf.
- Haveli Banarsi Bhawan — situado junto ao templo jainista de Meru, tem um poço.
- Haveli Dharmpura — na rua Gali Guliyan, é de estilo mogol tardio, embora algumas partes apresentem influências da arquitetura do século XX.[21]

## Comércio e restauração

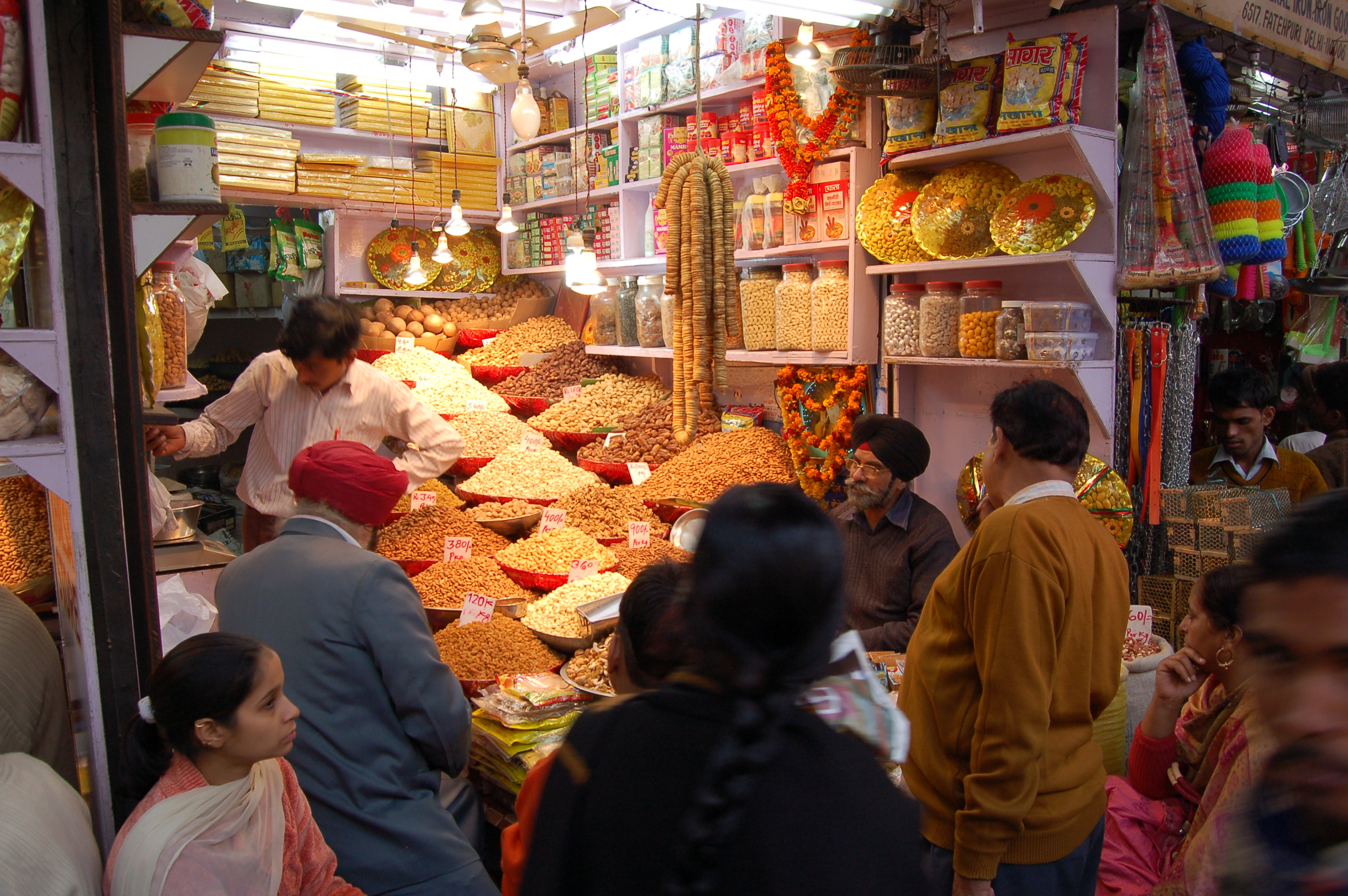
Loja de produtos alimentares na rua Khari Baoli

Em Chandni Chowk encontram-se lojas de uma imensa variedade de especialidades, desde comida, nomeadamente doces, até livros, passando por vestuário tradicional e moderno, pronto-a-vestir e feito à medida, calçado e artigos de couro, eletrónica, etc. Na doçaria destacam-se os jalebis fritos em ghi (manteiga clarificada) pura. No vestuário tradicional destacam-se, entre outros, os sáris, os bordados chikan e os zaris (brocados brilhantes originalmente fabricado com fibras de ouro ou prata).
Uma parte do bairro é chamado "Mercado de Roupa" (Cloth Market). Em Nai Sarak a maior parte das lojas são livrarias, papelarias e de materiais decorativos. Em Nai Sarak há também lojas especializadas em sáris de noivas e lehengas (uma espécie de saias tradicionais bordadas e  plissadas).
Em Lal Kuan as lojas são sobretudo de ferramentas e de equipamentos de cozinha, nomeadamente de hotelaria. Junto a Lal Kuan situa-se o Mercado de Tilak, uma área especializada em produtos químicos industriais. Dariba é a área da joalheria de prata e ouro, onde também se vendem troféus, medalhas, recordações e peças afins.

### Restauração

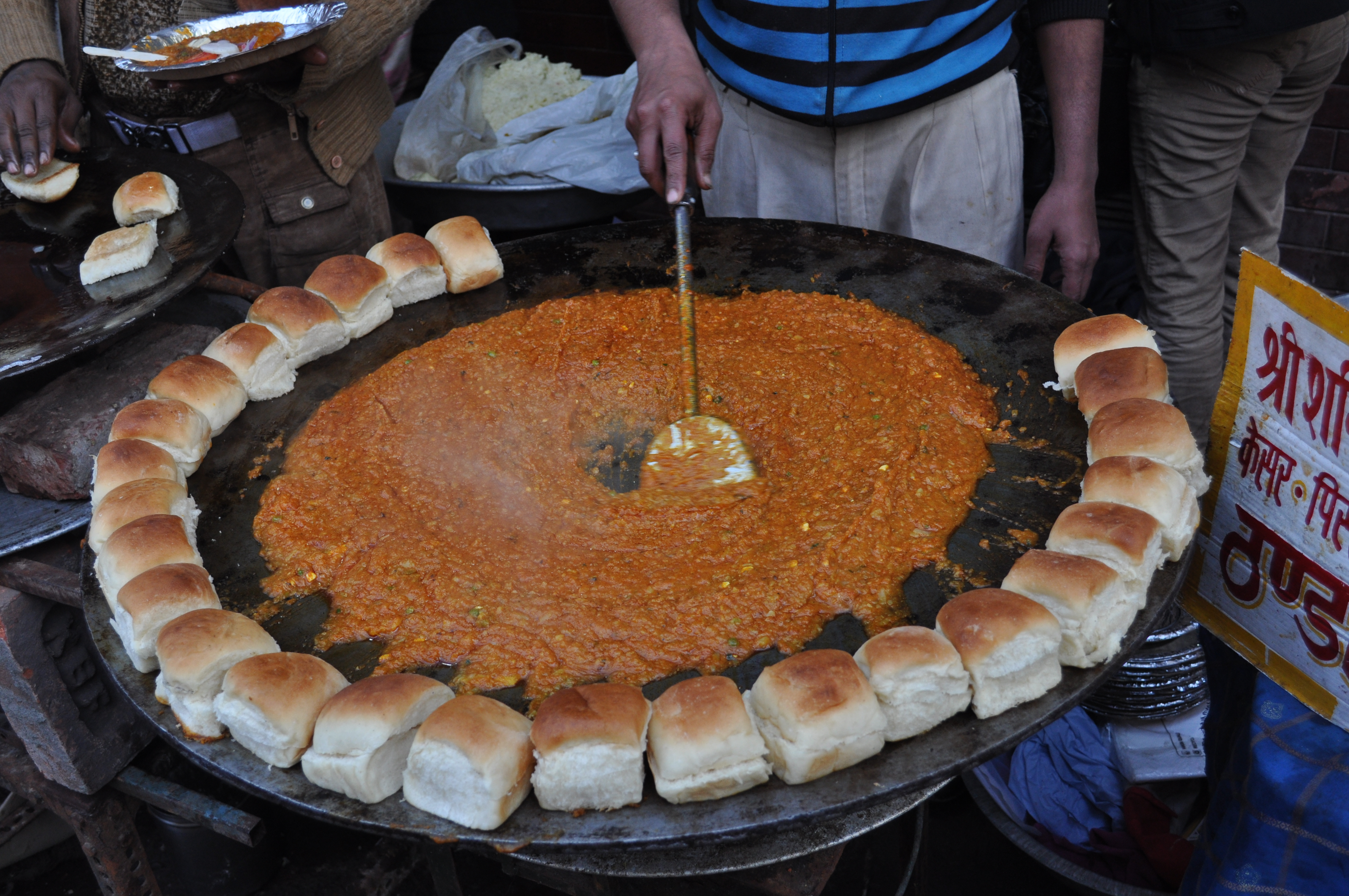
Loja de pav bhaji

Em Chandni Chowk há vários restaurantes e confeitarias tradicionais (halwais) O halwai mais antigo de Deli, o Ghantewala, foi fundado em 1790 e um dos seus clientes foi o imperador Shah Jahan. Fechou em julho de 2015. Na Paranthewali Gali (ou Gali Paranthe Wali; tradução livre: "beco dos vendedores de parathas") os três estabelecimentos mais famosos funcionam desde as décadas de 1870 e 1880. O Pt Kanhaiyalal Durgaprasad foi fundado em 1875, o Pt Dayanand Shivcharan em 1882 e o Pt Baburam Devidayal Paranthewale em 1886. A concentração das lojas de parathas era tal em 1911 que a pequena rua, então chamada Chota Dariba ou Dariba Kalan, mudou para o seu nome para o atual. Nos anos a seguir à independência da Índia, era frequente Nehru, Indira Gandhi e Vijaya Lakshmi Pandit irem a Paranthewali Gali comer parathas.
Entre os estabelecimentos de restauração mais antigos e mais famosos estão o Natraj’s Dahi Bhalla Corner e o Kanwarji Bhagirathmal. Este último foi fundado em em 1850 e é especializado em daal-biji e nariyal barfi. Daal-biji ou dalbiji é um pastel salgado de massa crocante de  besan (farinha de grão-de-bico) com sementes de melão e meloa.  Nariyal barfi é um doce à base de coco (nariyal), leite e ghi com especiarias, nomeadamente cardamomo. O Natraj’s Dahi Bhalla Corner foi fundado em 1940 e é especializado em dahi bhalla, um doce de vadas (bolas de massa frita) imersas em iogurte, e em aloo tikki (pastéis de batata cozida com cebola e especiarias).